# Synagoga w Nowym Korczynie
Synagoga w Nowym Korczynie – synagoga z 1659. Budynek znajduje się w Nowym Korczynie przy ulicy Zamkowej.

## Historia
Synagoga została zbudowana w 1659 na mocy przywileju króla Polski Jana II Kazimierza. Jako materiał budowlany posłużyły cegły i kamienie po rozebranym zamku królewskim w Nowym Korczynie. W 1724 na podstawie zezwolenia króla Augusta II Wettyna została odbudowana ze zniszczeń z czasów III wojny północnej.
W 1846 synagoga poddana była gruntownemu remontowi, podczas którego dobudowano portyk kolumnowy ze schodami prowadzącymi do babińca na piętrze a całość przykryto dachem dwuspadowym pokrytym blachą. Prawdopodobnie jednocześnie wykonano strop zwierciadlany nad salą główną i babińcem.
W 1895 została częściowo przebudowana. Wówczas dobudowano kolejny przedsionek z kolumnadą oraz wzniesiono pozorne sklepienie pokryte malowidłami o motywach zwierzęcych i z hebrajskimi inskrypcjami w głównej sali modlitewnej i babińcu. W czasie II wojny światowej synagoga została przez Niemców zdewastowana. Obiekt, który pozostaje obecnie w stanie ruiny, w 2012 został zabezpieczony przed zawaleniem i dalszą degradacją. Prace polegały na rozebraniu resztek konstrukcji dachowej, wykarczowaniu zarośli rosnących wewnątrz oraz na wykonaniu wieńca zespalającego filary frontowe ze ścianami. Przednią część pokryto całkowicie dachem, natomiast mury i otwory okienne zabezpieczono daszkami i parapetami.

## Architektura
Murowany i orientowany budynek synagogi wzniesiono na planie prostokąta w stylu klasycystycznym o murach z nieregularnych brył kamienia miejscowego i cegieł podzielonych od zewnątrz szerokimi pilastrami. Wewnątrz, we wschodniej części znajduje się obszerna, prostokątna główna sala modlitewna, do której prowadzi dwudzielny przedsionek. Nad nim na piętrze znajduje się otwarty na salę główną babiniec. Do dziś zachował się frontowy klasycyzujący ośmiokolumnowy portyk na wysokim cokole, kryjący dwa symetryczne biegi schodów, które prowadzą na babiniec. Fasadę pierwotnie zdobiły symbole 12 plemion Izraela i znaki zodiaku. Do sali dla kobiet prowadzą trzy łukowato zakończone drzwi, oddzielone od siebie dwoma pilastrami. Wieńczą je trójkątne naczółki, w środku których znajduje się kwiat. Całość jest przykryta dachem dwuspadowym.
Główna sala modlitewna ma kształt prostokąta o wymiarach 16,2 × 11,2 m i wysokości 8,5 m. Przykryta była  drewnianym sklepieniem zwierciadlanym pokrytym polichromią z końca XIX w. Na ścianie wschodniej zachowała się klasycystyczna oprawa Aron ha-kodesz. Jego wnękę ujmują dwie doryckie kolumny oraz wieńczą tablice Dekalogu oraz korona podtrzymywana przez parę lwów. Nad arką znajduje się obecnie zamurowany okulus. Na ścianach zachowały się pozostałości polichromii. Na elewacjach: północnej i południowej znajdują się po trzy oraz na wschodniej dwa półokrągle zakończone okna, które dawniej oświetlały obszerne wnętrze sali głównej.
Synagoga jest obiektem, posiadającym wartość zabytkową. Została ona wpisana do rejestru zabytków nieruchomych pod numerem 782 w dniu 8 lutego 1958 oraz 129 z 22 czerwca 1967.

## Galeria

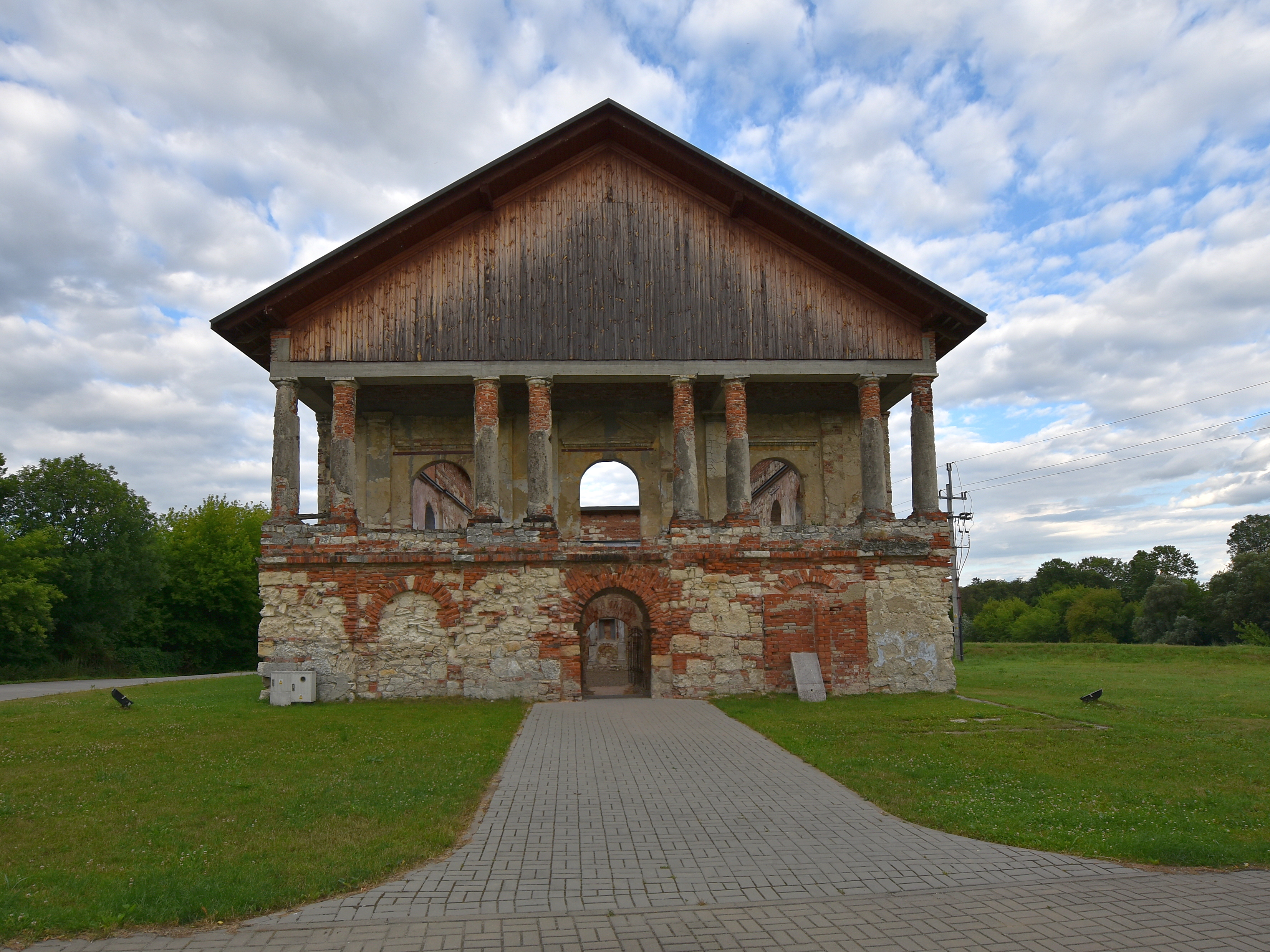
Elewacja frontowa
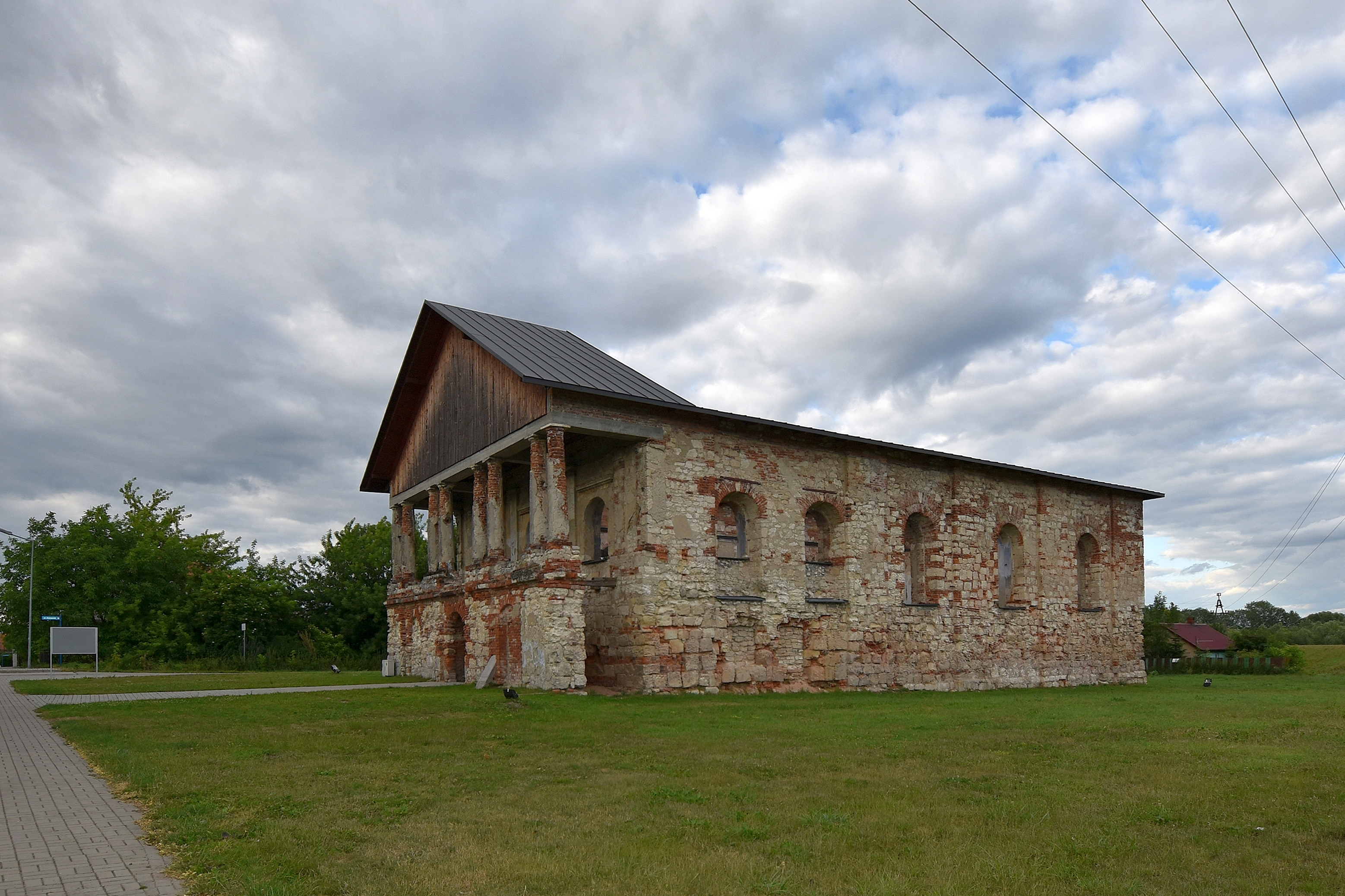
Elewacja boczna
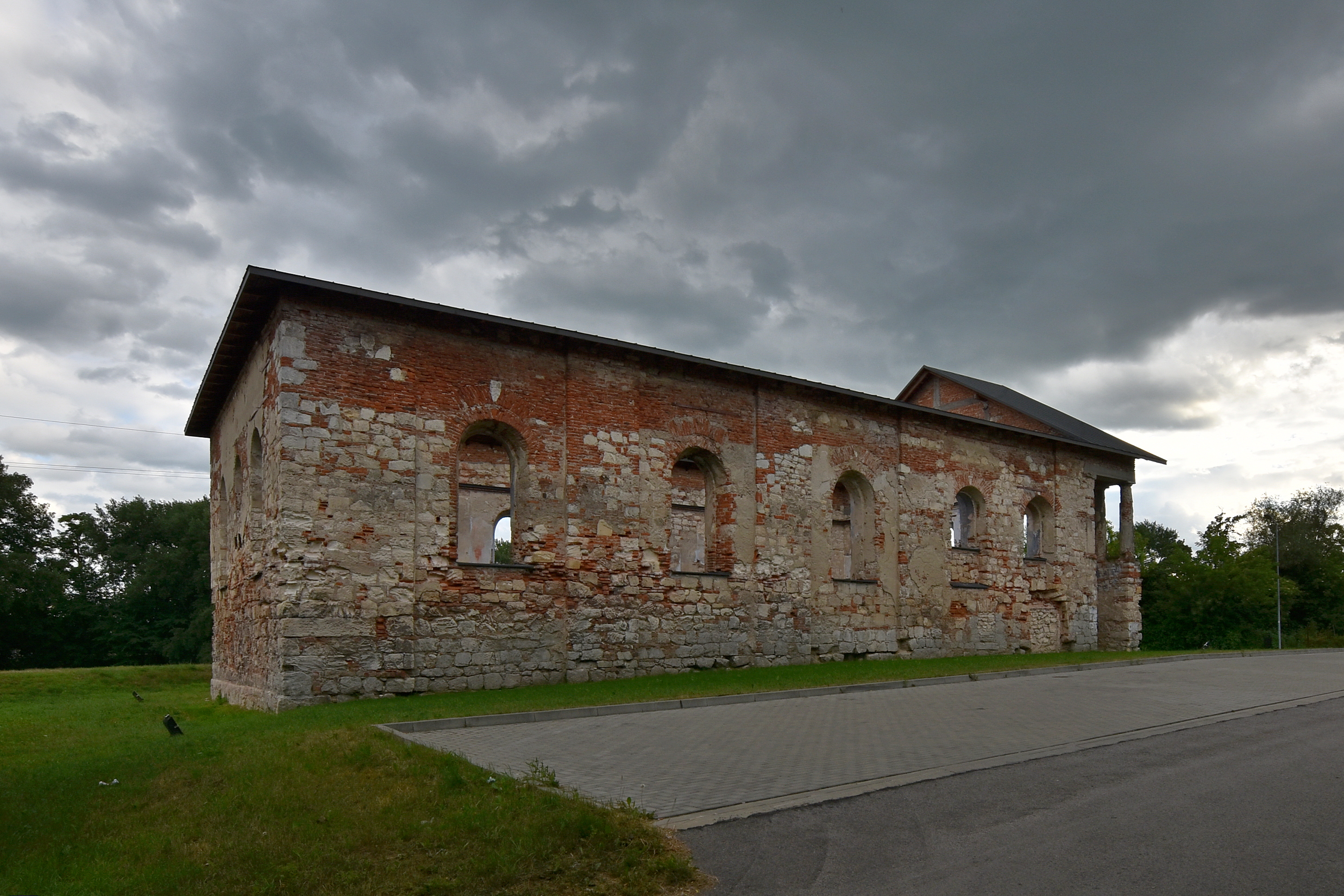
Elewacja boczna
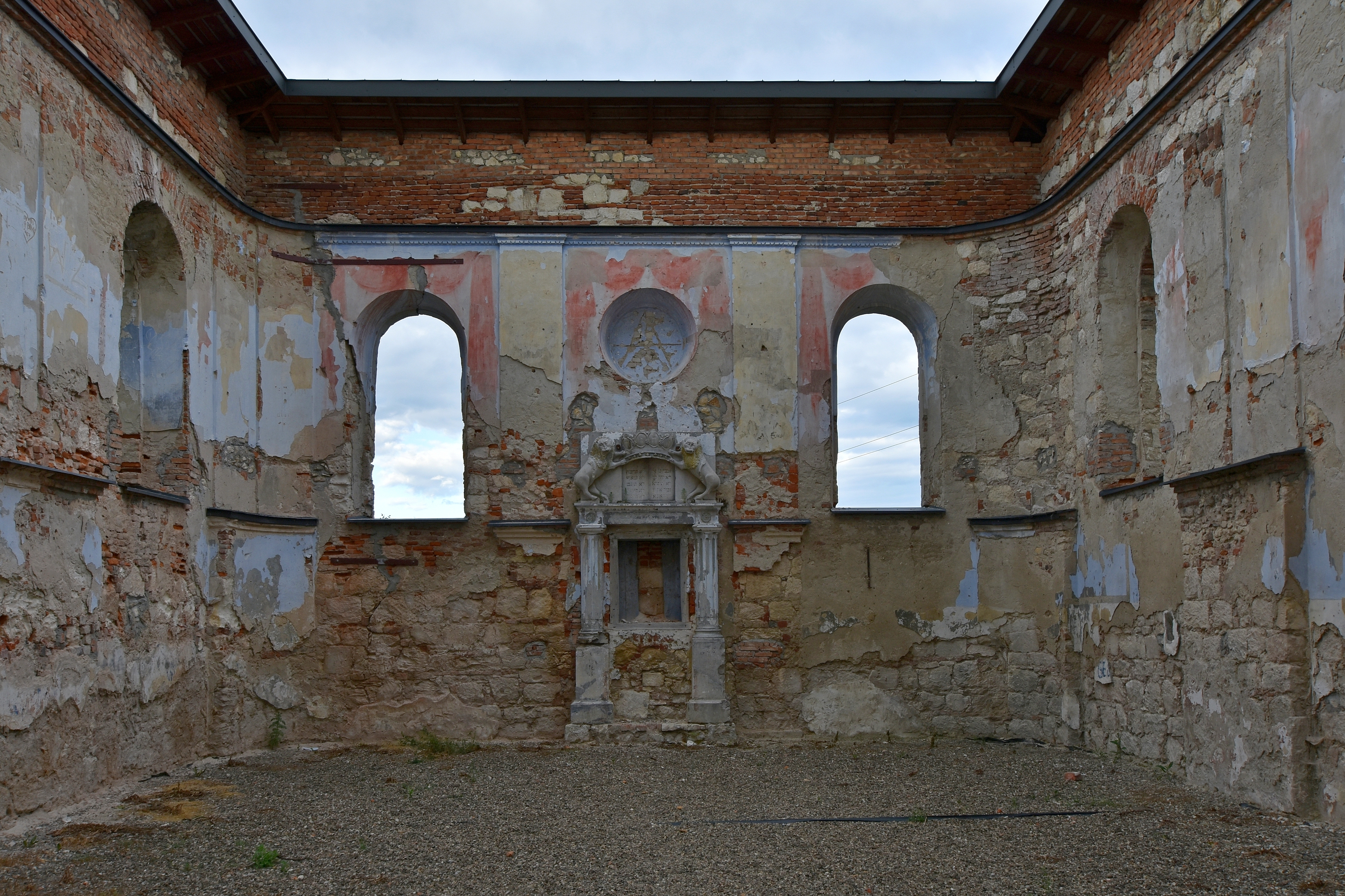
Wnętrze
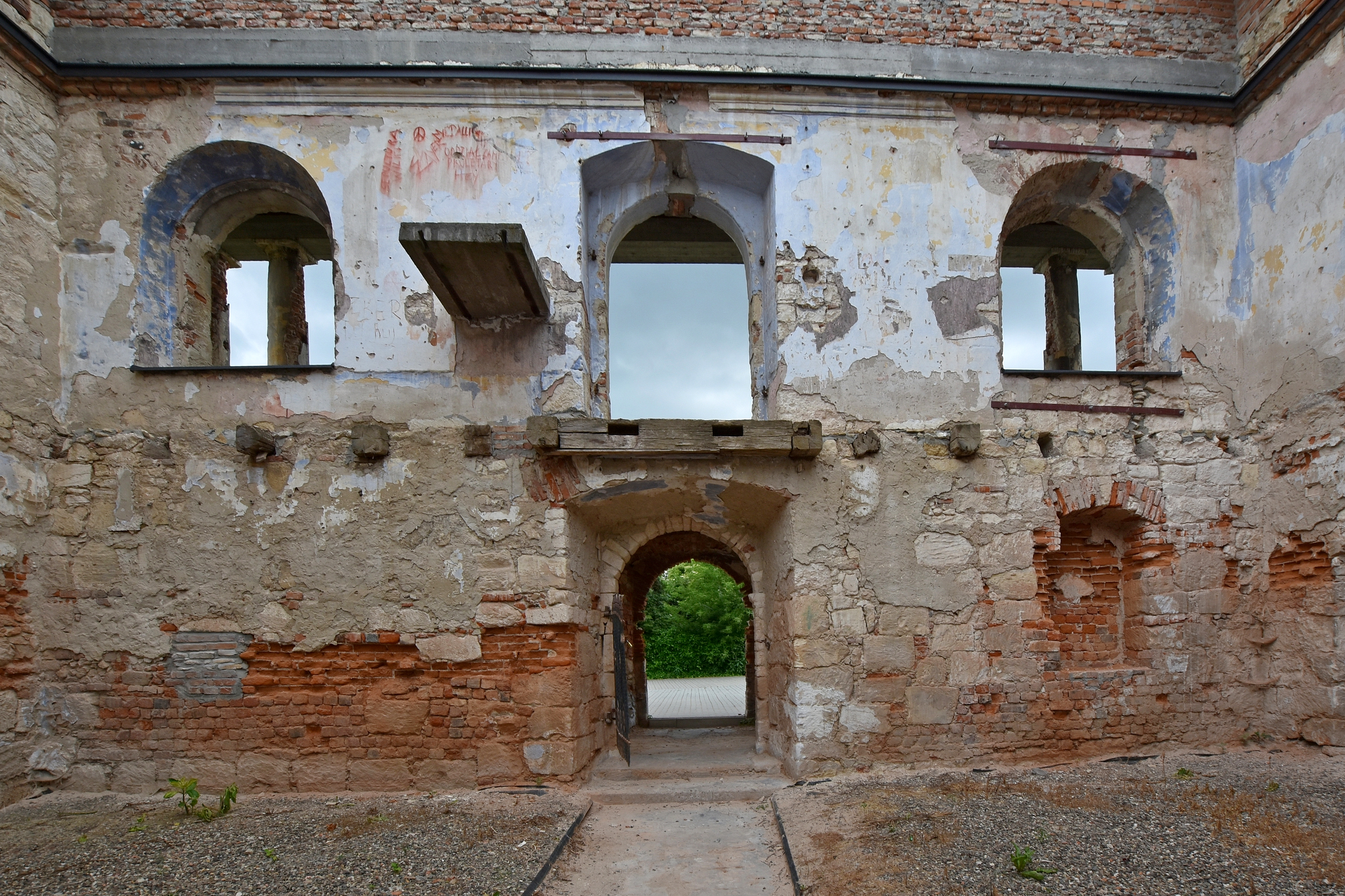
Wnętrze